# Église de la Trinité de Vladimir
L'église de la Trinité (Це́рковь Свято́й Тро́ицы) est une église non affectée au culte de la ville de Vladimir en Russie. Elle a été construite en style néorusse en 1913-1916 pour la communauté des vieux-croyants. Depuis 1974, c'est une salle d'exposition du musée-réserve de Vladimir-Souzdal. L'édifice est inscrit au patrimoine architecturel d'importance régionale. Il est appelé l'« église rouge » par la population locale.

## Histoire
Cette église dédiée à la Sainte Trinité est construite en 1913-1916 pour les vieux-croyants avec prêtres de la confession de Bila Krynytsya, après l'oukaze impérial de 1905 sur la tolérance religieuse. Elle occupe à peu près l'emplacement d'une ancienne église de bois construite au XVIIe siècle consacrée à Notre-Dame de Kazan détruite par un incendie en 1778. Un terrain à l'angle de la rue de la Noblesse et de la rue Letneperevozniskaïa est acheté par la communauté des vieux-croyants de la confession de Bila Krynytsya (dite aussi hiérarchie autrichienne) en 1912 qui compte un certain nombre de marchands aisés. Les plans de l'église sont confiés à l'architecte Sergueï Jarov qui la construit en briques rouges venant de la briqueterie Stoudzitski. L'église est consacrée le 30 octobre 1916. Au tournant du XIXe siècle et du XXe siècle, deux autres églises non orthodoxes sont construites dans le quartier des Portes d'Or: l'église Notre-Dame-du-Rosaire (catholique, 1891, rue Gogol) - dite église polonaise - et l'église luthérienne allemande (1903, détruite dans les années 1930), dans le style néogothique en briques.
L'église est fermée au culte par les autorités communistes en 1928. On y installe le bureau des archives de la région, puis l'édifice sert à d'autres usages. Il est prévu de démolir l'église dans les années 1960; mais des associations locales se mobilisent aiguillonnées par l'action de l'écrivain Vladimir Solooukhine. L'église est sauvée et restaurée en 1971-1973 et on y installe en 1974 le musée du cristal, des miniatures de laque et de la broderie.

## Architecture et intérieur
Comme beaucoup d'églises de vieux-croyants construites au début du XXe siècle, les motifs de l'architecture russe ancienne dominent dans l'architecture de cette église.
Les murs sont construits en brique rouge sur une haute base de pierre blanche. Les bords des fenêtres sont blanchis à la chaux. Au cœur de l'église se trouve un haut quadrilatère couvert d'un toit à quatre versants.
L'église avait une iconostase en chêne noir sculpté. Les icônes étaient faites selon des modèles anciens. L'église a d'excellentes propriétés acoustiques, permettant encore aujourd'hui d'y organiser des représentations chorales.

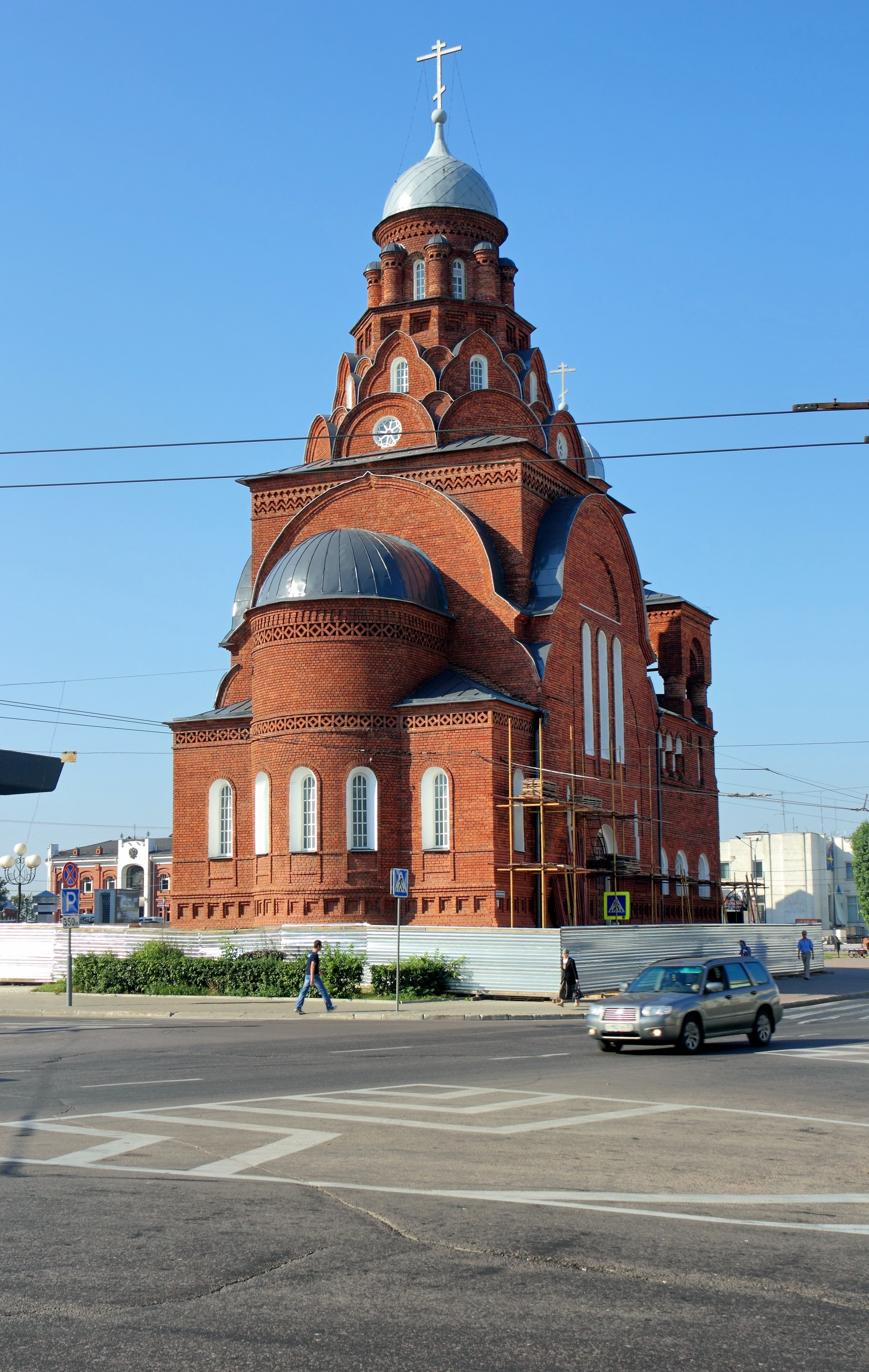
Prise du tambour de l'église de la Trinité : grands demi-cylindres, fenêtres cintrées, base octogonale
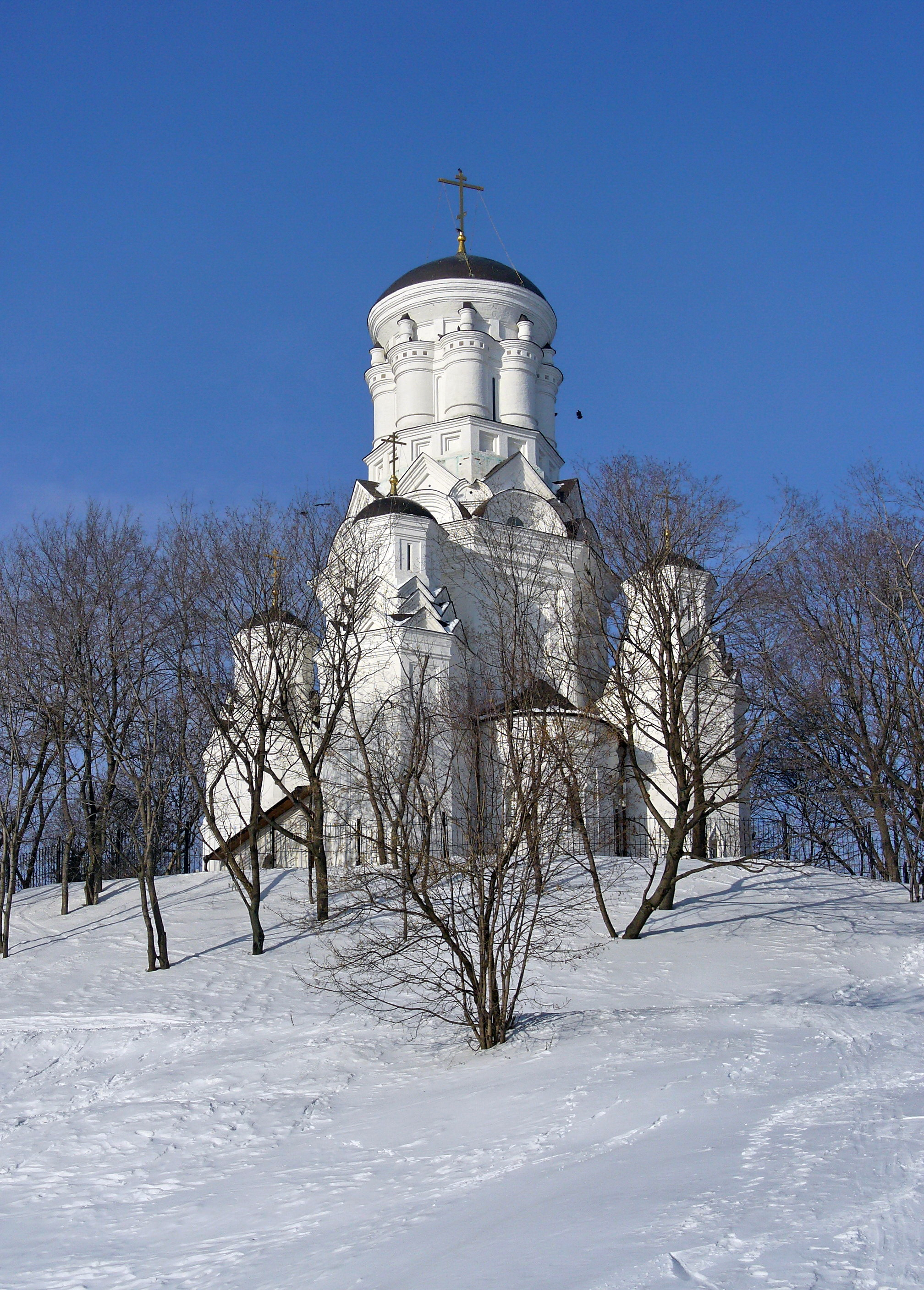
Église de la Décollation-de-Saint-Jean-Baptiste de Diakov (1547)